# (7223) Долгорукий
(7223) Долгорукий (лат. Dolgorukij) — типичный астероид главного пояса, открыт 14 октября 1982 года советскими астрономами Людмилой Журавлёвой и Людмилой Карачкиной в Крымской астрофизической обсерватории и 20 июня 1997 года назван в честь князя Юрия Долгорукого.

## Обнаружение и именование
(7223) Долгорукий
Открыт 14 октября 1982 года в Научном Л. В. Журавлёвой и Л. Г. Карачкиной.
Назван в память о князе Суздальском и великом князе Киевском, сыне Владимира Мономаха Юрии Долгоруком (ок. 1095—1157). Первое упоминание о Москве, сделанное в связи с визитом туда Долгорукого, содержится в монастырской хронике, датированной 1147 годом. Позже, в 1156 году, им была укреплена Москва. Это является причиной считать 1147 год годом основания города, а Долгорукого — его основателем, хотя археологические данные указывают на то, что это место было заселено ещё в девятом веке. Название дано по случаю 850-летия основания Москвы.
Оригинальный текст (англ.)7223 Dolgorukij
Discovered 1982-10-14 by Zhuravleva, L. V., Karachkina, L. G. at Nauchnyj.
Named in memory of Yurij Dolgorukij (c. 1095—1157), prince of Suzdal and Kiev's grand prince, son of Vladimir Monomakh. The first reference to Moscow, made in connection with Dolgorukij's visit there, is in a monastic chronicle dated 1147. Later on, in 1156, Moscow was fortified by him. This is the reason to consider 1147 as the year of the foundation of the city and Dolgorukij as its founder, alhough archaeological evidence indicates that the site had been settled as early as the ninth century. The name is given on the occasion of the 850th anniversary of the founding of Moscow.
Источники: DISCOVERY.DB; M.P.C. 30100.

## Орбита

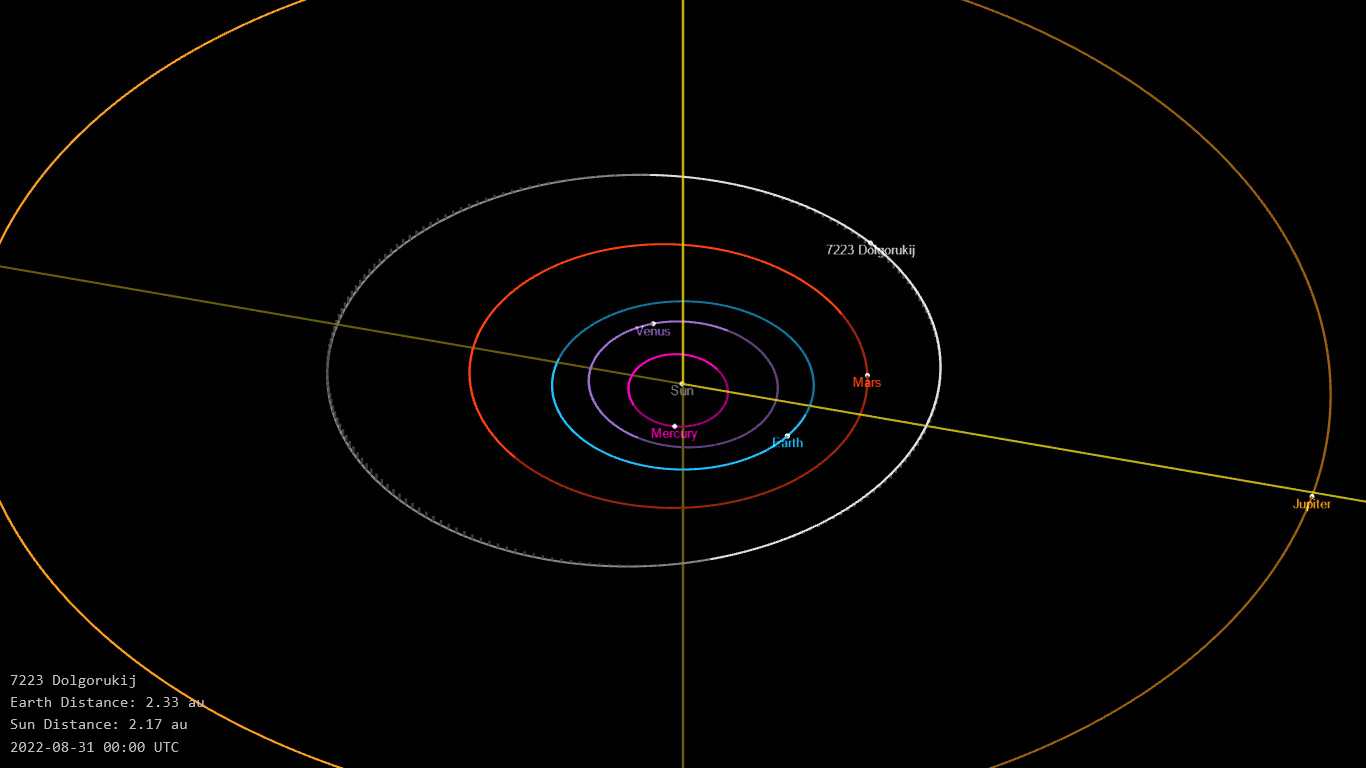
Орбита астероида Долгорукий и его положение в Солнечной системе

## Физические характеристики
Из наблюдений телескопа VISTA следует, что астероид относится к таксономическому классу V.
По результатам наблюдений в видимом и ближнем инфракрасном диапазоне космического телескопа NEOWISE диаметр астероида оценивался равным 4,048±0,356 км. Согласно тем же источникам альбедо оценивается как 0,3913±0,0729 и 0,391±0,073.